# 스즈키 모사부로
스즈키 모사부로(鈴木 茂三郎, 1893년 2월 7일~1970년 5월 7일)는 9선 중의원 의원을 역임한 일본의 정치인이다.

## 생애
아이치현 호이군 가마고리정(현 가마고리시)에서 태어났다. 하타모토인 다케모토가의 분가의 후손으로 아버지는 인력거꾼이었다. 1907년 가마고리난부 심상고등소학교를 졸업한 뒤 가마고리키타부 소학교의 대용교원을 하다가 도쿄시 고지마치에서 인력거 제조 공장 등에서 일을 하는 등 힘든 생활을 해야 했다. 가난한 집안을 일으키고자 차부와 신문 배달 등 통학에 지장이 없는 일을 계속 병행하면서 구제 가이조 중학교와 와세다 대학 정치경제학부를 졸업했다.
대학을 나온 뒤 기자가 되어 『호치 신문』, 『다이쇼 니치니치 신문』, 『도쿄 니치니치 신문』 등에서 일했는데 주로 경제부에 소속되어 있었다. 1918년 시베리아 특파원으로 파견됐을 때 시베리아 개입을 획책하던 군부의 음모를 알고 군부를 불신하게 됐고 일관되게 전쟁 반대를 주장하게 됐다. 시베리아 이후에도 여러 차례 소련에서 특파원으로 일하다가 사회주의를 접하게 되었는데 어린 시절 빈곤한 생활을 했던 경험이 겹쳐 사회주의자가 되었다. 『도쿄 니치니치 신문』 기자로 있을 때는 잡지 『노농』의 동인이 되어 집필에 참여했다.

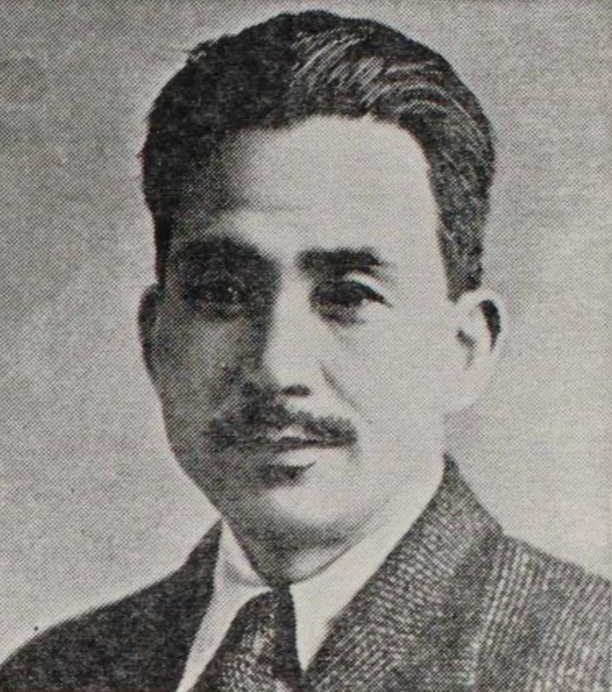
인민전선 사건으로 검거되었을 당시의 사진.

1928년에 신문 기자를 관둔 뒤 사회주의 운동에 전념했다. 7월 22일 도쿄에서 구로다 히사오 등과 함께 무산대중당을 창당한 뒤 서기장에 취임했다. 12월에는 일본대중당에 합류했다가 다음 해 5월 16일 당내 대립으로 구로다·이노마타 쓰나오 등과 함께 제명되자 7월에 도쿄무산당을 결성했다.
1936년 5월 4일 가토 간주 등과 함께 노농무산협의회를 결성한 뒤 사회대중당과 공투를 모색했으나 실현에는 이르지 못했다. 협의회는 1937년 3월 11일 일본무산당으로 개칭했고 이후 스즈키는 서기장이 되었다. 사회대중당이 군부와의 관계를 강화해 가면서 국가사회주의적 노선을 취했지만 스즈키는 전쟁과 파시즘에 대한 반대를 확실히 했다. 정부의 탄압을 받아 1937년 제1차 인민전선 사건에 연좌돼 검거되었고 1945년 일본이 전쟁에서 패망할 때까지 정치적 활동을 금지당했다. 전시 중에는 고서점을 경영하며 생계를 꾸렸다.

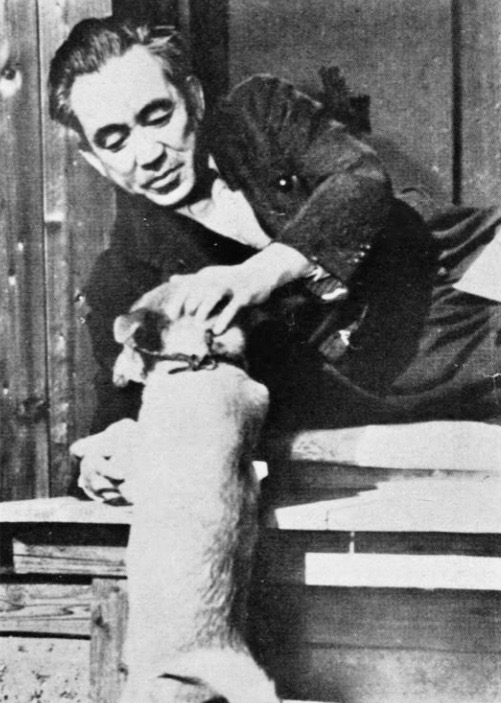
1951년에 촬영한 사진.

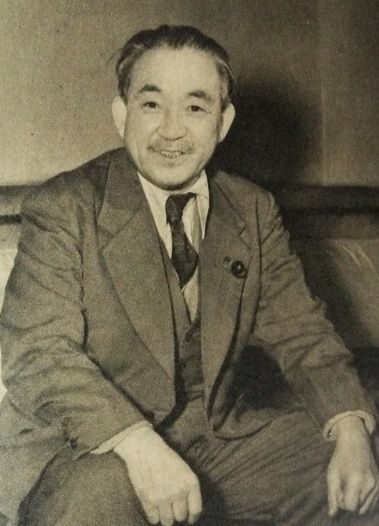
1953년에 촬영한 사진.

1945년 제2차 세계 대전에서 일본이 패배한 직후 일본사회당이 결성되자 이에 참여했다. 1946년 총선에 출마해 당선되었으며 1947년에 정책심의회장, 1949년에 서기장, 1951년에는 위원장이 되어 당내 입지를 굳혀 갔다. 중의원 예산위원장으로 있던 1948년에 사회당 우파의 동의를 구하지 않은 채 내각이 제출한 예산안 철회 요구를 통과시켜 가타야마 내각이 무너지는 원인을 제공했다. 스즈키는 내각을 무너뜨리는 데 목적이 있었던 게 아니라 사회당 좌파를 이탈하는 의원들이 늘자 난처해진 니시오 스에히로가 이 사건을 내각총사직의 구실로 이용한 것이었다.
1951년 사회당 위원장에 취임했을 때 당대회 마지막 날에 전쟁에 반대하는 연설을 했는데 이 때 했던 "청년들이여, 두 번 다시 총을 들지 마라"는 표어로 활용돼 평화 운동의 상징이 되었다. 사실 이 말은 스즈키가 평화 운동의 분위기를 복돋우고 이를 구실로 당시 총리대신이던 요시다 시게루가 미국의 재군비 요구를 물리치려고 했던 데서 기인한 것이었다.
1951년 샌프란시스코 강화조약 비준을 둘러싸고 사회당 좌우파가 분열했다. 스즈키는 사회당 좌파에 남아 위원장이 되었는데 분열 후 16석에 불과했던 의석수를 1955년 총선에서 89석으로 73석이나 늘리는 데 성공했다. 이는 일본노동조합총평의회의 지원을 받은 덕도 있지만 전쟁에 반대하는 분위기가 강했던 당시의 유식자들의 비무장 중립론을 잘 이용했기 때문이기도 했다.
1955년 10월 13일 사회당 좌우파가 통합을 이루는 데 성공하여 스즈키는 다시 위원장이 됐고 서기장엔 아사누마 이네지로가 취임했다. 스즈키는 우파인 가와카미 조타로와 협력하며 온건한 노선을 추구했는데 사회당을 자유민주당을 대신하는 수권 정당으로 만들기 위해 노력했다.
하지만 1958년 총선에서 기대 이하의 성적을 거두었고 1959년 참의원 선거에서도 패배했다. 그리고 통합한 지 얼마 되지 않은 시점에서 다시 좌우파의 대립이 격화하여 1960년에 니시오가 탈당해 민주사회당을 결성했다. 일련의 사태에 책임을 지고 결국 스즈키는 위원장직에서 내려왔다.
1961년 5월 아사누마의 후임으로 일본 스모 협회 운영심의위원장이 되었다.
이후 스즈키는 에다 사부로가 발표한 구조개혁론(에다 비전)에 반대하는 등 교조적인 언동이 늘기 시작했고 1962년에는 사회주의이론위원장이 되어 「일본에서의 사회주의로의 길」 책정에 관여해 사회당의 좌경화에 일조했다.
1967년 1월 총선 불출마를 선언한 뒤 정계를 은퇴했다. 1970년 5월 7일 간경화증으로 사망했는데 "오우치 선생님, 잘 부탁합니다"라고 유언을 남겼다.

## 평가
전쟁이 끝난 뒤에 스즈키는 카를 카우츠키와 안토니오 그람시 등의 이론을 배운 적이 있다고 한다. 두 사람은 마르크스주의자이긴 하지만 스즈키의 이념과는 다른 이론적 구성을 가졌기에 노농파 정치인으로 알려진 스즈키의 이미지와는 다소 모순되는 부분이 있다. 한편 스즈키는 소련식 마르크스-레닌주의를 일본에 그대로 수입하는 것에 대해선 회의적인 시각을 가졌다는 주장도 있다.

## 역대 선거 기록
|  | 0% |

|  | 33.4% |

|  | 23.3% |

|  | 27.4% |

|  | 26.8% |

|  | 24.4% |

|  | 27.4% |

|  | 28.7% |

|  | 20.9% |

## 참고 문헌
- 横溝光暉『日本社会主義運動史講話 続』　松華堂書店、193年
- 鈴木茂三郎『ある社会主義者の半生』　文藝春秋新社、1958年
- 大内兵衛・向坂逸郎監修『鈴木茂三郎選集　全4巻』、労働大学、1970年
- 鈴木徹三『鈴木茂三郎＜戦前編＞－社会主義運動史の一断面』　日本社会党機関紙局、1982年
- 蒲郡市発行『蒲郡市史 本文編2 近世編』西濃印刷、2006年
- 蒲郡市小中学校教職委員会・蒲郡市教育委員会編『蒲郡の人』共和印刷、2004年